# Peter Paul Prinz
Peter Paul Prinz (* 12. April 1925 in Wien) ist ein österreichischer Maler, Grafiker und Schriftsteller.
Etwa 15 Jahre arbeitete er als Illustrator und Comicautor von Kinderzeitschriften, danach in der Werbegrafik. 

## Leben
Prinz erhielt seine Ausbildung zum Maler und Grafiker an der Akademie der Bildenden Künste in Wien. Seine Tätigkeit als Illustrator von Kinderzeitschriften begann mit 23 Jahren bei der Kinderpost, dann wechselte er zur 1948 gegründeten Wunderwelt.
1960 zog er mit seiner Frau für drei Jahre nach Australien, wo er als Werbegrafiker arbeitete. Eine Beschäftigung, die er 1964 in Österreich fortsetzte, unter anderem für die Verbrauchergenossenschaft Konsum.
1985 ging Prinz in Pension. Er malt seither großformatige Aktbilder im Stil der Kunstrichtung Phantastischer Realismus.
2003 erschien sein Künstlerroman Schattenbild mit zahlreichen Illustrationen aus seiner Hand.

## Werke
Für die Kinderzeitschrift Wunderwelt schuf er die Comicserie Willibald der Zauberlehrling. Der der kleine Willi bestritt anfangs seine gezeichneten Abenteuer allein, bis ihm Peter Paul Prinz den Zaubermeister Hokus zur Seite stellte, dem zur Erheiterung der Leser so manche Hexerei auf spektakulär-humorvolle Weise misslang. Dazu kam später noch dessen böser Vetter Pokus.
Die bunten Bilder wurden in drei Streifen von oben nach unten angeordnet und mit gereimten Texten versehen, die für die damalige Zeit bemerkenswert humorvoll und frech waren. 
Als Hokus und Willi einen Motorroller erwarben, wird das in folgenden Versen erzählt:
Wir können schaun, wohin wir wollen -

wir sehen Motorroller rollen!

Der Meister spricht zu seinem Knaben

„Ich möchte so ein Fahrzeug haben!

Dein Lebenslauf ist freudenvoller,

besitzt du einen Motorroller!“

Man kriegt die Roller schon auf Raten -

weshalb sie plötzlich einen hatten.

### Veröffentlichungen
- 1948 bis 1960: Willibald der Zauberlehrling. Comicserie in der Wunderwelt. Daneben zahlreiche weitere Illustrationen für die Wunderwelt als „Onkel ABC“.
- 2001: Das bunte Buch der 1000 Späße. Comic-Sammlung. G&G-Verlag, ISBN 3-7074-0121-9.
- 2003: Schattenbild. Künstlerroman. Oerindur Verlag, ISBN 3-902291-12-5.